# Отенвил
Отенвил (фр. Autainville) насеље је и општина у централној Француској у региону Центар (регион), у департману Лоар и Шер која припада префектури Блоа.
По подацима из 2011. године у општини је живело 399 становника, а густина насељености је износила 15,95 становника/km². Општина се простире на површини од 25,01 km². Налази се на средњој надморској висини од 150 метара (максималној 153 m, а минималној 119 m).

## Демографија
| 1962. | 1968. | 1975. | 1982. | 1990. | 1999. | 2011. |
| ----- | ----- | ----- | ----- | ----- | ----- | ----- |
| 376   | 416   | 391   | 317   | 290   | 320   | 399   |

График промене броја становника у току последњих година